# Estanys d'Estanya
Els estanys d'Estanya són uns llacs situats a Estanya, llogaret de Benavarri (Ribagorça), d'origen càrstic, un dels rars exemples d'aquest tipus als Països Catalans. Està catalogat com a Punt d'Interès Geològic de l'Aragó i com a Àrea d'Especial Conservació al Natura 2000.
Estan situats en un pòlie de 5 km², depressió d'origen càrstic, on hi ha tres estanys: dos estanys principals, anomenats Gran i de Dalt, i un de menor, l'Estanyol o Estanyerol. Tots ells tenen un perímetre més o menys circular i la profunditat màxima, que correspon als centres de les dues dolines, és de 12 i 20 m en el més gran, amb una superfície total de 20,27 hectàrees.
L'acumulació d'aigua en aquesta depressió genera un ecosistema que aixopluga insectes aquàtics, peixos com la madrilleta roja, espècie endèmica de la península ibèrica que destaca per habitar espais endorreics, i rèptils aquàtics com la tortuga d'estany, característica de cursos d'aigües tranquil·les. És també un punt d'interès per les aus aquàtiques, amb trenta-cinc espècies diferents.